# Parc Nacional de la Vall de les Flors
El Parc Nacional de la Vall de les Flors és un dels parcs nacionals de l'Índia. La vall de les Flors és a Uttarakhand, districte de Chamoli, en el curs alt del riu Bhyundar Ganga, prop de Joshimath, que a 250 km és la ciutat més propera, a la regió de Gharwal. El seu nom anterior era vall de Bhyundar. Situat a la part occidental de l'Himàlaia, és conegut per les seves praderies de flors alpines i la seva bellesa natural. Aquesta zona de rica biodiversitat alberga també espècies animals rares i en perill d'extinció, com l'ós negre asiàtic, la pantera de les neus, l'os bru i el bàral. El suau paisatge del Parc Nacional de la Vall de les Flors complementa el paisatge muntanyós escarpat del Parc Nacional Nanda Devi. Conjuntament abasten una zona única de transició entre la serra de Zanskar i l'Himàlaia. El parc s'estén sobre una extensió de 87,50 km².

## Història

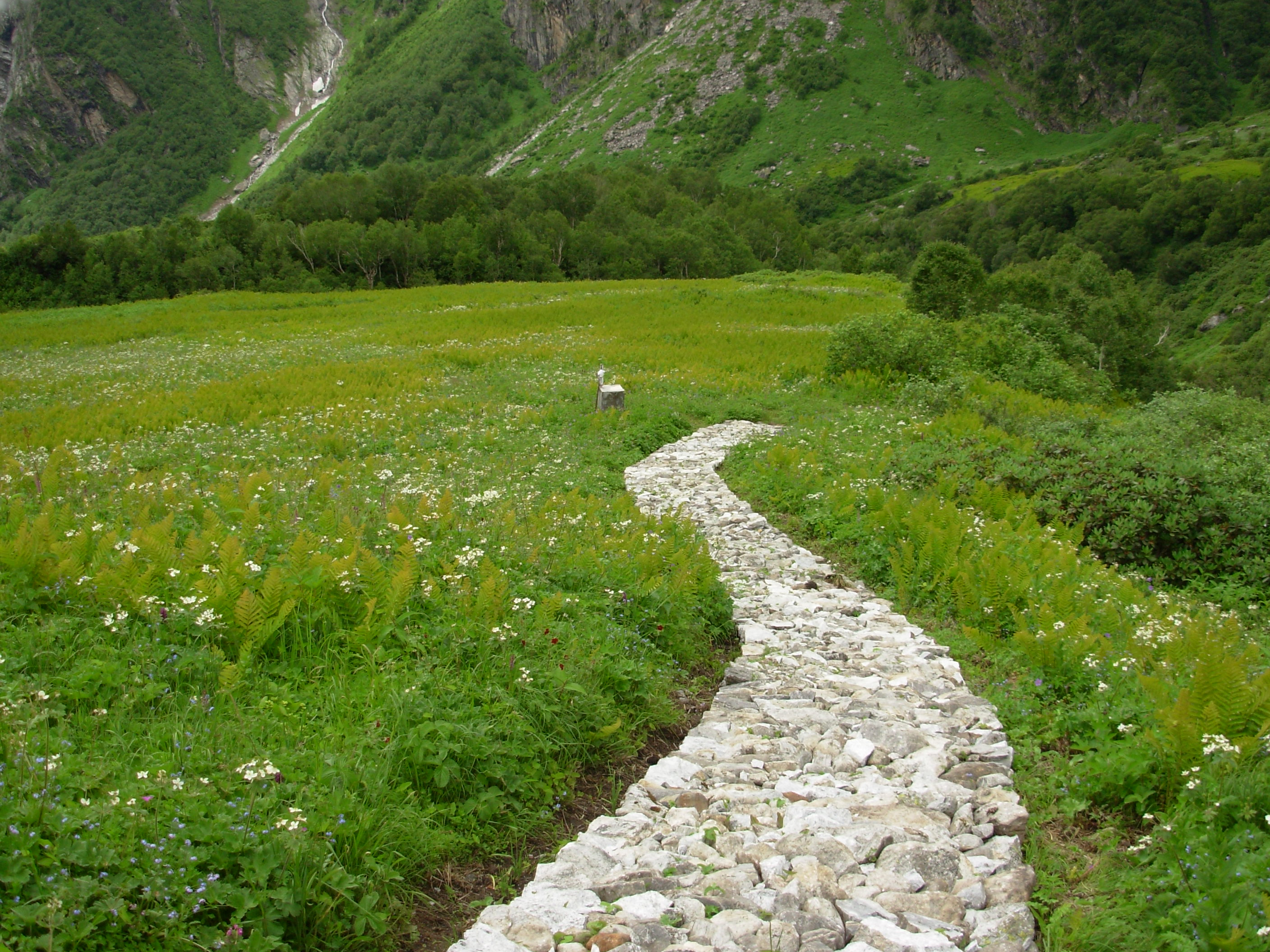
Paisatge prop de la tomba de Margaret Legge

La vall de les Flors va ser declarada parc nacional el 1982. Aquesta part d'Uttarakhand, a la part elevada de la divisió de Garhwal, és inaccessible durant gran part de l'any. L'àrea es troba dins la serralada de Zanskar de l'Himàlaia, amb el Gauri Parbat, de 6.590 msnm, com a punt més elevat del parc nacional.

## Gestió
Al parc nacional no hi ha cap assentament i el pasturatge ha estat prohibit. El parc només està obert a l'estiu entre els mesos de juny i octubre, ja que la resta de l'any està cobert de neu.

## Fauna
El parc és l'hàbitat diverses espècies animals com el tar, la pantera de les neus, el cérvol mesquer, la guineu, el langur gris comú, el bàral, el serau, l'ós del Tibet, l'os bru, la pica i una gran varietat de papallones. Hi destaquen també aus com l'àguila daurada i el voltor comú, i algunes espècies de colúmbids, fasiànids i accipítrids.

## Flora
Una catifa de flors formada en la seva majoria per orquídies, roselles, prímules, calèndules, margarides i anemones cobreix el terra. Els boscos alpins de bedolls i rododendres cobreixen també parts del parc. A la vall hi creixen moltes flors molt conegudes com la brahmakamal, la rosella blava i el lliri cobra. La vall de les Flors és d'importància internacional per la seva diversitat de flora alpina, representativa de la regió occidental de l'Himàlaia. La rica diversitat d'espècies reflecteix la ubicació de la vall en una zona de transició entre la serra de Zanskar i l'Himàlaia al nord i sud, respectivament, i entre la flora de l'Himàlaia. No obstant això, un bon nombre d'espècies de plantes es troben internacionalment amenaçades, fins i tot algunes que no s'han registrat fora d'Uttarakhand. La quantitat d'espècies de plantes medicinals amenaçades és més elevada que en altres parts protegides de l'Himàlaia indi. Tota la Reserva de la Biosfera de Nanda Devi es troba dins de l'Endemic Bird Area (EBA, en català, Àrea d'Ocells Endèmics) de l'Himàlaia occidental. Set espècies d'ocells són endèmiques en aquesta part de l'EBA.

## Altres atraccions
Hemkund Sahib: és una destinació molt popular de senderisme a 19 km de Gobindghat. Allà es troba el llac d'alçada Hemkund (a 4.329 m). El llac i els seus voltants són un important centre de pelegrinatge tant per als hindús com per als sikhs. Al costat del llac, s'hi troben els temples sagrats Sikh Gurudwara i Lakshman.
Joshimath: es tracta d'un centre de pelegrinatge popular d'Uttarakhand que va ser establert per Adi Shankaracharya al segle viii. Hi ha els temples de Nav Durga i de Narsingh. Aquesta ciutat pintoresca és també una base per a la pràctica del senderisme cap a la vall de les Flors.
Badrinath: es tracta d'un dels llocs sagrats per als hindús de l'Índia. És el Dham més sagrat de l'Índia. Badrinath està situat al districte de Chamoli d'Uttarakhand, al voltant de 3.133 metres per sobre del nivell del mar. El temple de Badrinath, prop del riu Alaknanda, està dedicat al déu hindú Vixnu.

### Espècies
| Posició | Nom                         | època de floració |
| 1.      | Rhododendron arboreum       | Febrer-Juny       |
| 2.      | Primula denticuleta         | Abril-Juliol      |
| 3.      | Iris kemaonensis            | Juny-Juliol       |
| 4.      | Fritillaria roylei          | Juny-Juliol       |
| 5.      | Lilium oxypetalum           | Juny-Juliol       |
| 6.      | Arisaema costautum          | Juny-Juliol       |
| 7.      | Thermopsisa barbata         | Juny-Juliol       |
| 8.      | Rosa macrophylla            | Juny-Juliol       |
| 9.      | Caltha palustris            | Juny-Juliol       |
| 10.     | Fragaria nubicola           | Maig-Juliol       |
| 11.     | Saxifraga roylei            | Juliol-Agost      |
| 12.     | Anemone obtusiloba          | juny-agost        |
| 13.     | Cypripedium himalaicum      | juny-agost        |
| 14.     | Rheum australe              | Juliol-Agost      |
| 15.     | Phlomis oracteosa           | juny-agost        |
| 16.     | Hackelia uncinata           | juny-agost        |
| 17.     | Senecio jacquemotiamus      | Agost-Setembre    |
| 18.     | Ligularia amplexicaulis     | Juliol-Agost      |
| 19.     | Morina longifolia           | juliol-setembre   |
| 20.     | Geum elatum                 | Juliol-Agost      |
| 21.     | Geranium wallichianum       | Juliol-Agost      |
| 22.     | Impatiense sulcata          | Juliol-Agost      |
| 23.     | Meconopsis aculeata         | Juliol-Agost      |
| 24.     | Delphenium roylei           | Juliol-Agost      |
| 25.     | Aconitum hookeri            | Agost-Setembre    |
| 26.     | Thalictrum reniforme        | juliol-setembre   |
| 27.     | Potentilla atrosanguinea    | juliol-setembre   |
| 28.     | Sedum ewersii               | Agost-Setembre    |
| 29.     | Dactylorhiza hatagirea      | Juny-Juliol       |
| 30.     | Bistorta affinis            | Agost-Setembre    |
| 31.     | Stachys sericee             | Agost-Setembre    |
| 32.     | Nepeta connata              | Agost-Setembre    |
| 33.     | Pedicularis hoffmeistri     | Juliol-Agost      |
| 34.     | Swertia hookeri             | Agost-Setembre    |
| 35.     | Gentiana ornata             | Agost-Setembre    |
| 36.     | Gaultheria erichophy        | Agost-Setembre    |
| 37.     | Codonopsis affinis          | Agost-Setembre    |
| 38.     | Angelica cyelocarpa         | juliol-setembre   |
| 39.     | Leontopodium jacotianum     | juliol-setembre   |
| 40.     | Saussurea fastuosa          | juliol-setembre   |
| 41.     | Campanula latitotia         | Agost-Setembre    |
| 42.     | Cyananthus lobotus          | Agost-Setembre    |
| 43.     | Sassurea obvallata          | Agost-Setembre    |
| 44.     | Cremanthodium ellisii       | juliol-setembre   |
| 45.     | Anaphalis triplineruts      | juliol-setembre   |
| 46.     | Inula grandiflora           | Agost-Setembre    |
| 47.     | Aster albescens             | juliol-setembre   |
| 48.     | Selinium tenuifolium        | Agost-Setembre    |
| 49.     | Heracleum pinnatum          | Agost-Setembre    |
| 50.     | Epilobium latisperma        | Agost-Setembre    |
| 51.     | Silene setisperma           | Agost-Setembre    |
| 52.     | Arenaria griffithii         | Agost-Setembre    |
| 53.     | Corydalis junecea           | Agost-Setembre    |
| 54.     | Erigerono multiradiatus     | Agost-Setembre    |
| 55.     | Polygonum molle             | Agost-Setembre    |
| 56.     | Himalayan Blue Poppy        | juliol-setembre   |
| 57.     | Codonopsis viridis          | Juliol-Agost      |
| 58.     | Origanus vulgare            | Juliol-Agost      |
| 59.     | Hackelia uncinata           | Juliol-Agost      |
| 60.     | Salvia hins/lanata          | Juliol-Agost      |
| 61.     | Smilacina purpurea/oleracea | Juny-Juliol       |
| 62.     | Viola biflora               | juny-agost        |
| 63.     | Rhodiola heterodonta        | Juliol-Agost      |
| 64.     | Epilohium latifolium        | Juliol-Agost      |
| 65.     | Cotoneaster integrifolius   | Juliol-Agost      |
| 66.     | Dubyaea hispida             | Agost-Setembre    |
| 67.     | Saussurea costus            | Juliol-Agost      |
| 68.     | Ligularia fiseheri          | Juliol-Agost      |
| 69.     | Androsace museoidea         | Juliol-Agost      |
| 70.     | Eritrichium conum           | Juliol-Agost      |
| 71.     | Lindelofi anchusoides       | Juliol-Agost      |
| 72.     | Thymus linearis             | juny-agost        |
| 73.     | Rheum webbianum             | juny-agost        |
| 74.     | Megacorpaea polyandra       | juny-agost        |
| 75.     | Trillidium govanianum       | juny-agost        |
| 76.     | Satyrium nepoleanse         | juny-agost        |
| 77.     | Podophyllum hexaneum        | juny-agost        |
| 78.     | Picrorhiza kurrooa          | juny-agost        |
| 79.     | Polygonatum multiflorum     | juny-agost        |

Imatges de flors del parc
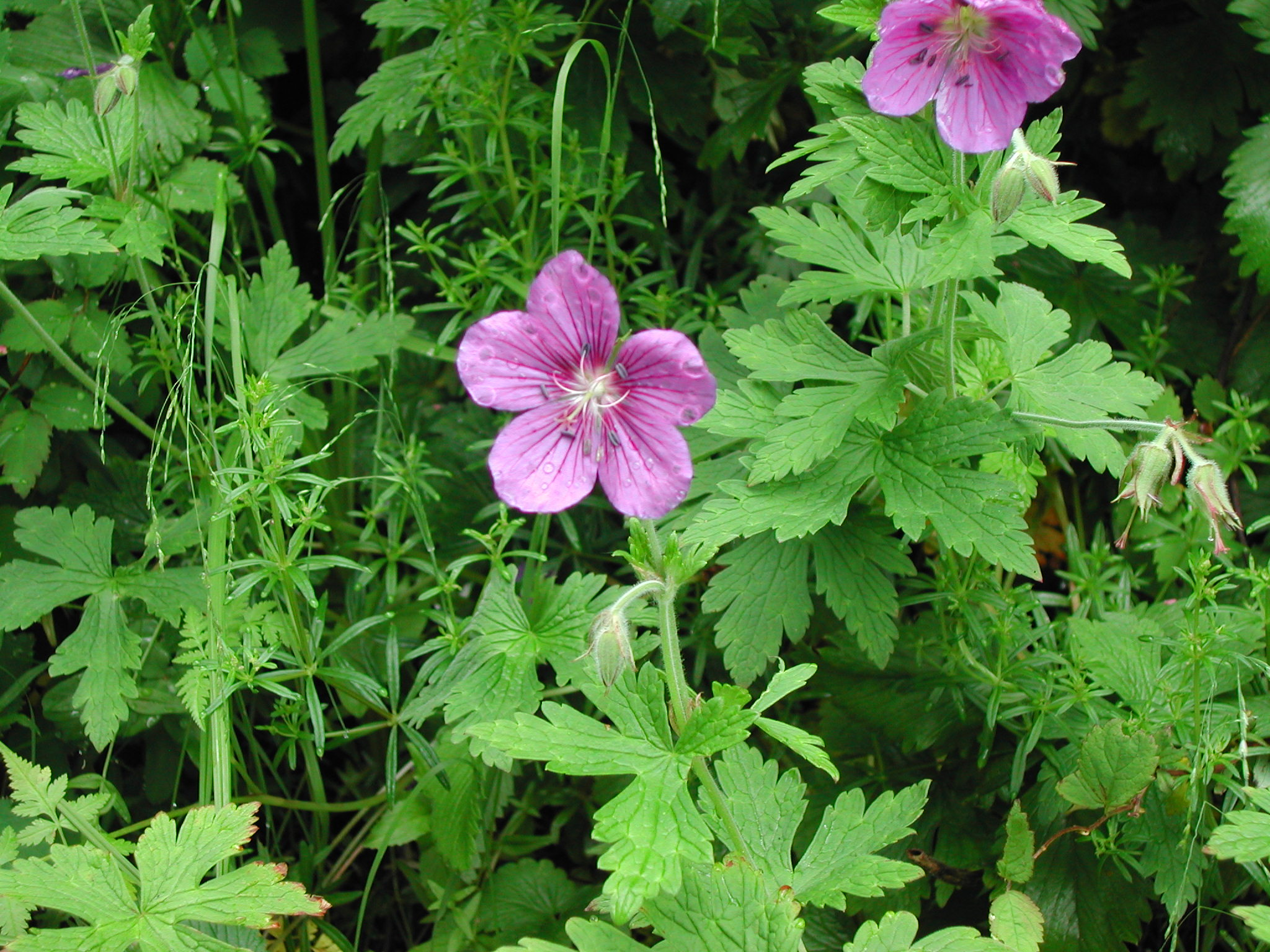
Flor rosa amb rosada matinal
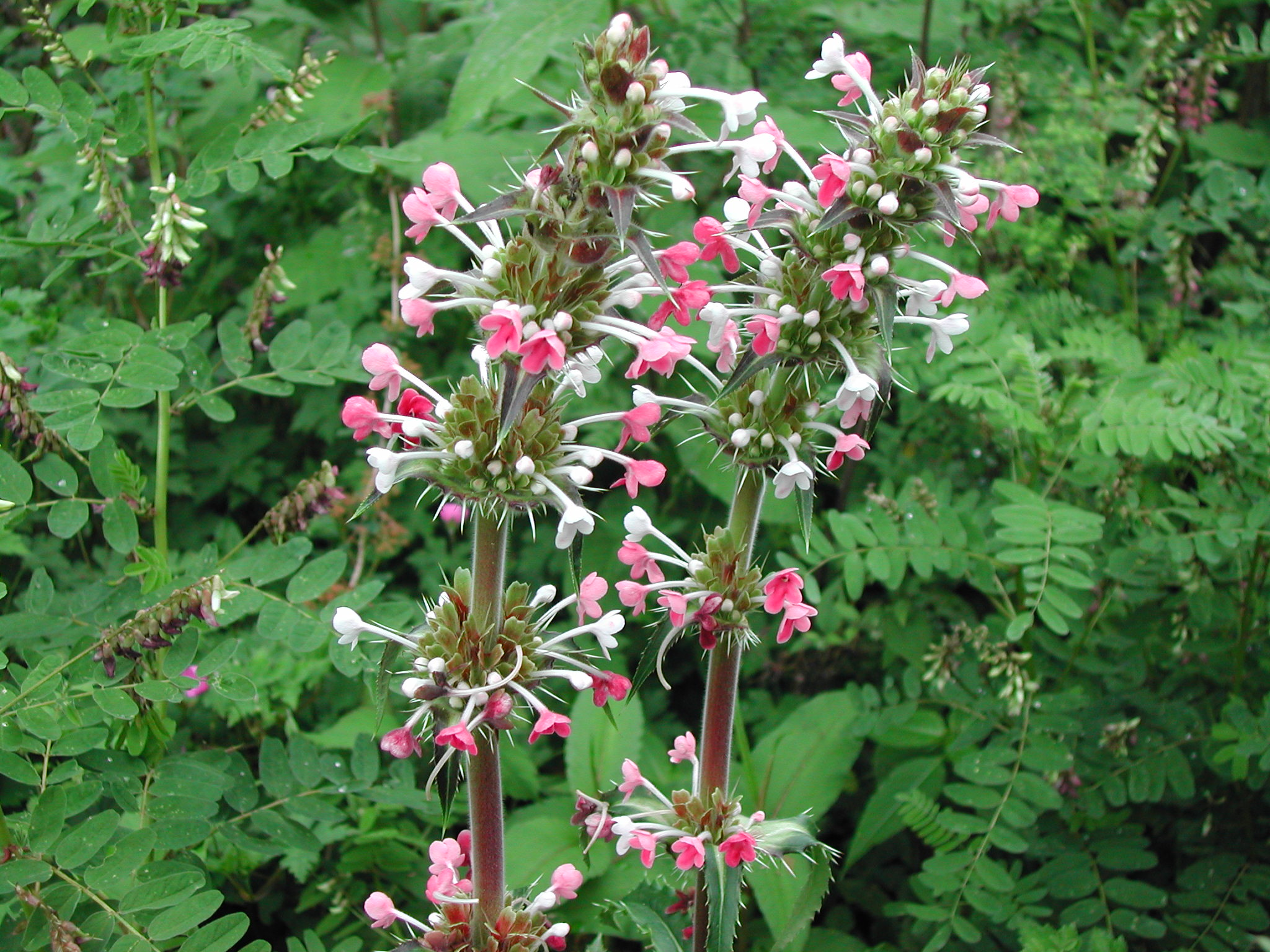
Flor exòtica
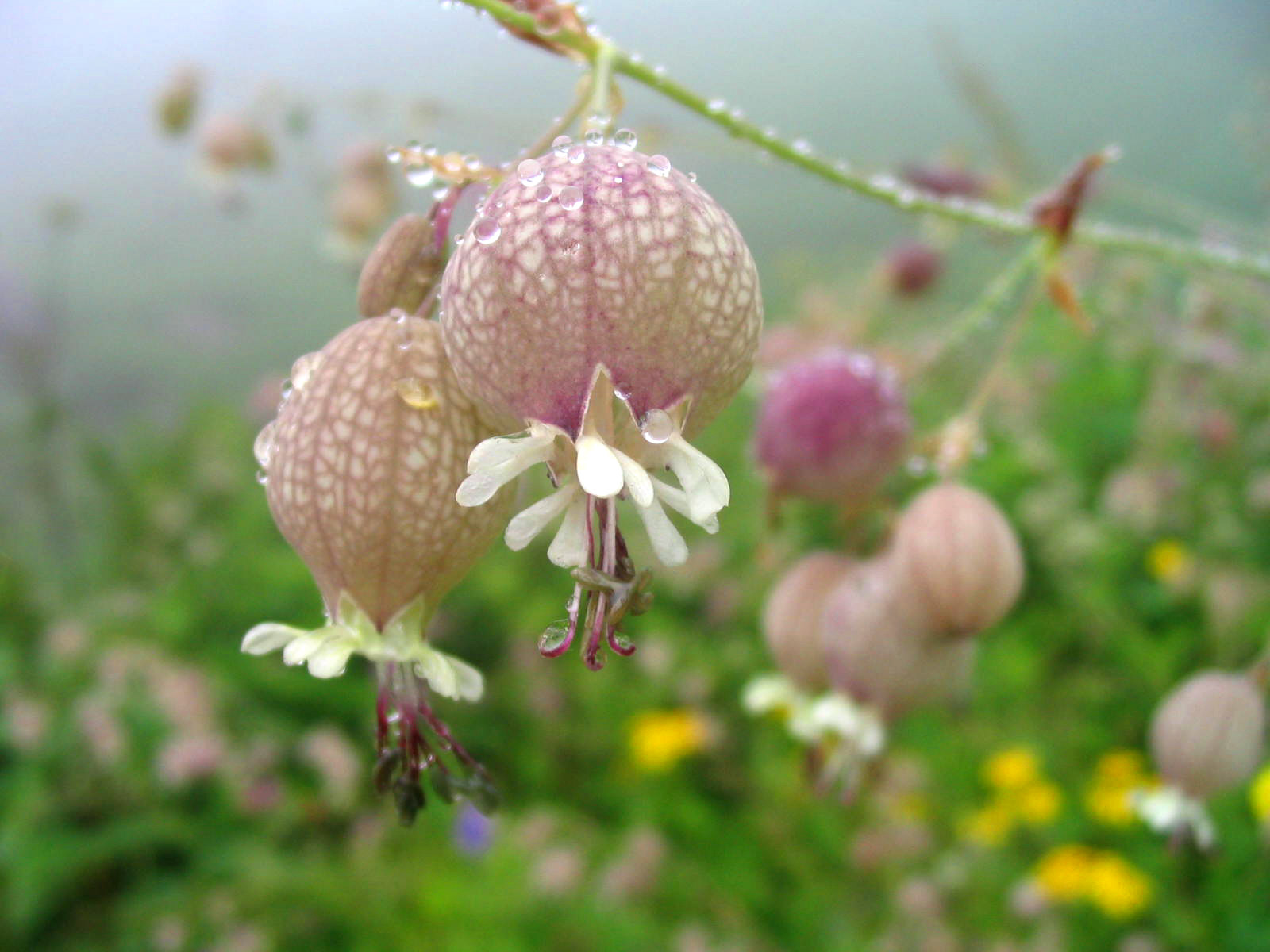
Una flor del parc
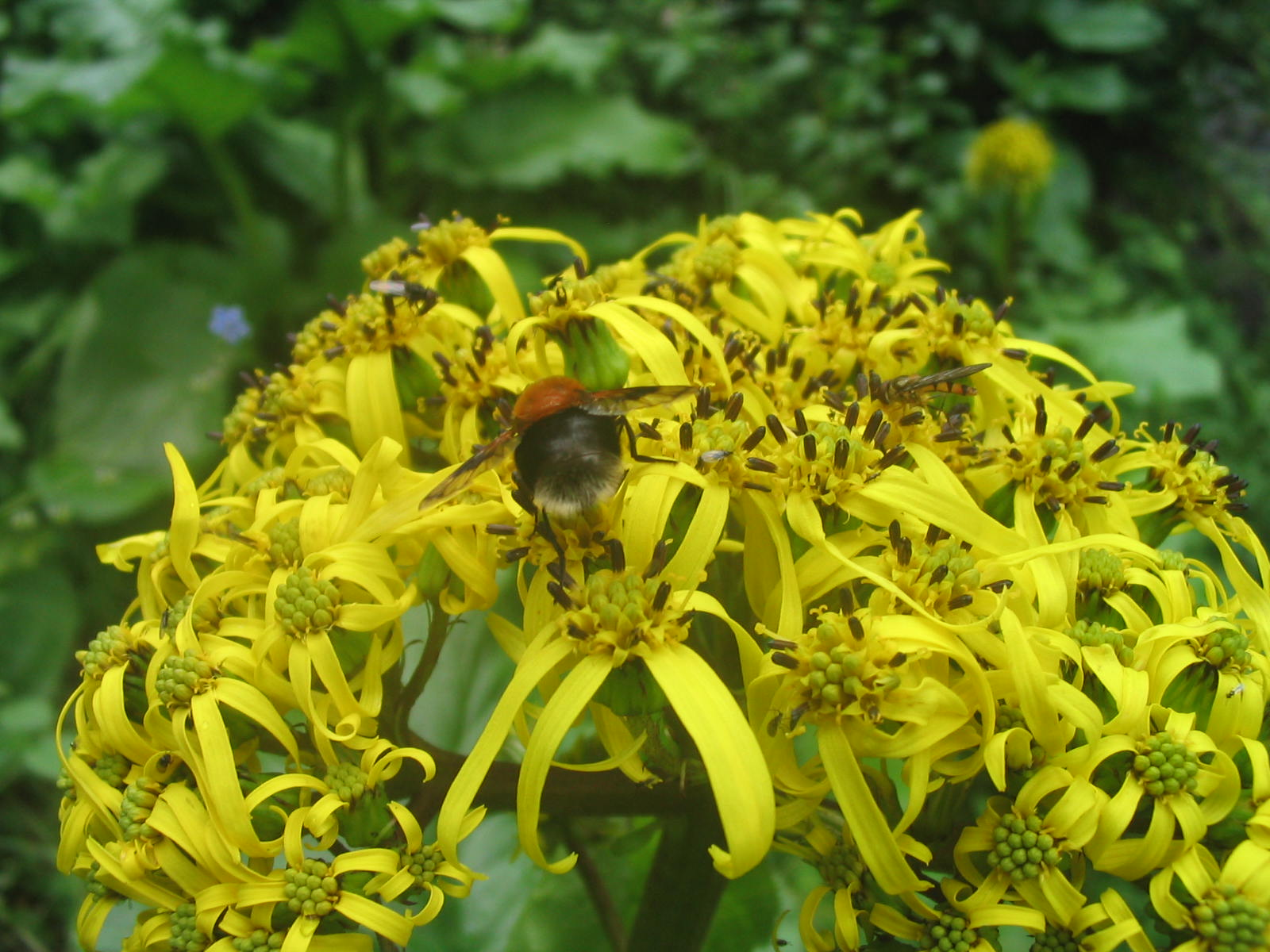
Una flor amb un insecte
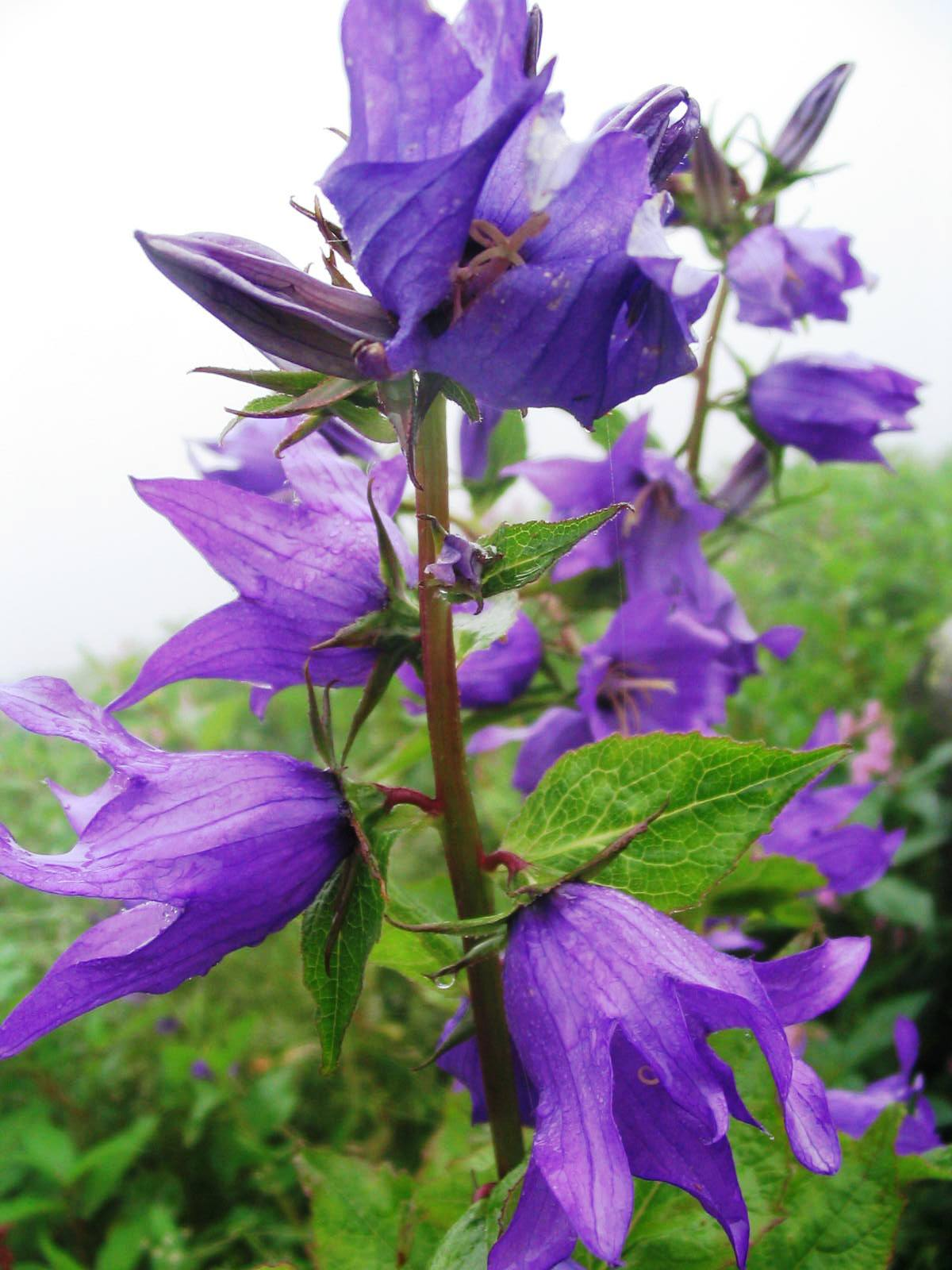
Flor típica de l'Himàlaia
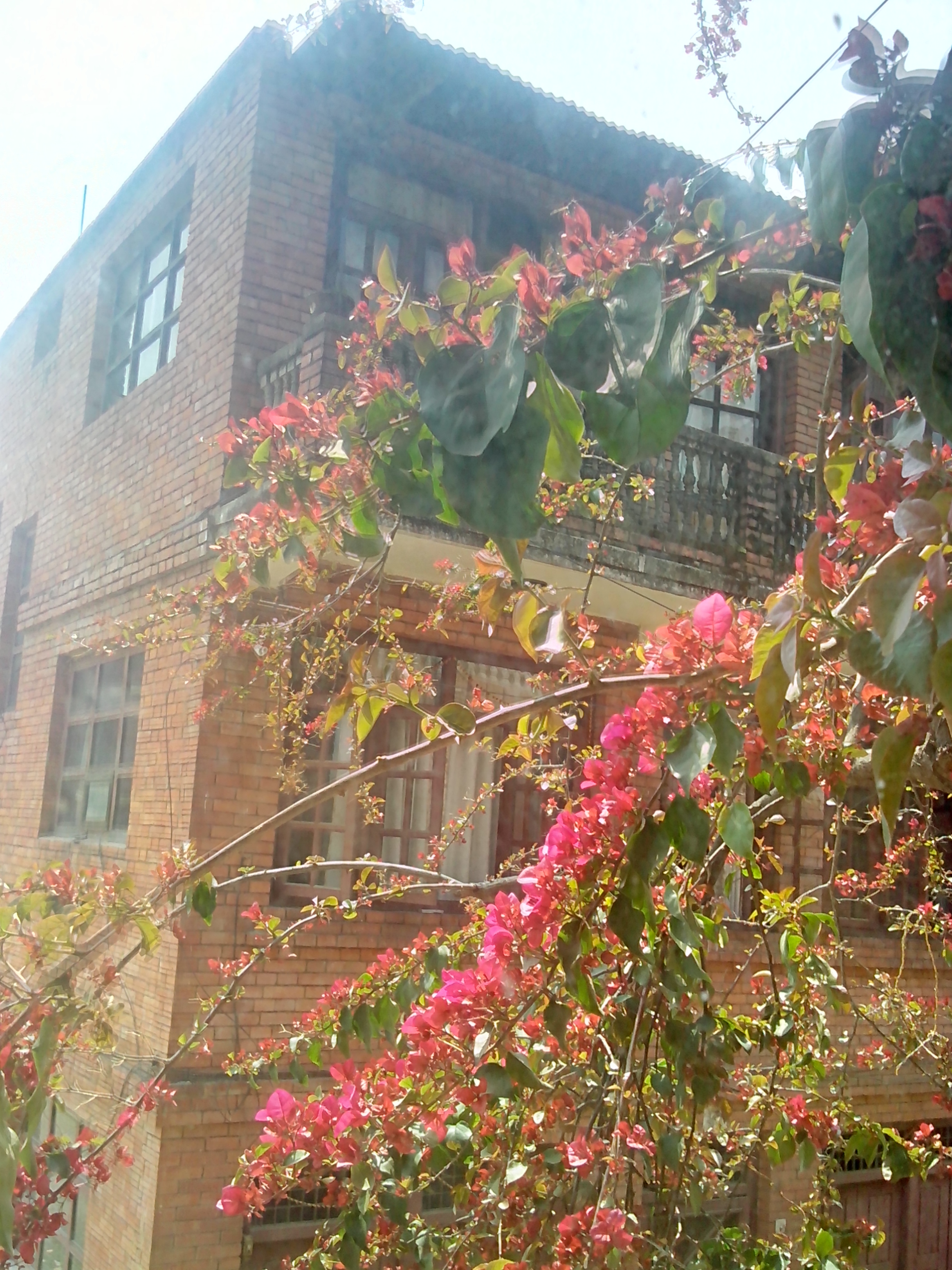
Una mosca alimentant-se en una flor vermella